# Museo de Arte de Cerdanyola
El Museo de Arte de Cerdanyola, también conocido como Can Domènech, es un museo de arte situado en el casco antiguo de la ciudad de Sardañola del Vallés (España). Se inauguró el 10 de septiembre de 2009 y forma parte de la Red de Museos Locales de la Diputación de Barcelona y de la Ruta Europea del Modernismo. El 23 de marzo de 2010 recibió el premio de la ACCA a la mejor iniciativa patrimonial de 2009 por la recuperación del edificio Can Domènech del arquitecto Cayetano Buigas y por destinarlo a albergar una colección de arte centrada en el modernismo.

## Edificio
El edificio, obra del arquitecto Cayetano Buigas y Eduard Maria Balcells, fue construido en 1894. Es uno de los edificios más destacados del modernismo local y fue concebido para albergar el primer equipamiento cultural de Sardañola, un Teatro-Casino destinado principalmente a los veraneantes, convirtiéndose rápidamente en un punto de encuentro y de ocio de la sociedad de Sardañola.
Entre 1905 y 1912 el edificio fue vendido como torre de veraneo a Evarist López, un empresario que había hecho fortuna en las Filipinas, lo que motivó unas reformas realizadas por el arquitecto Eduard Maria Balcells, de las que destaca la incorporación de vitrales modernistas en la fachada sur. En esta época el edificio pasó a ser conocido como "Casa del Chinito" ("Casa del Xinet" en catalán).
En 1961 la casa de veraneo se transformó para acoger los laboratorios farmacéuticos Domènech, en los que se fabricaba el famoso lápiz termosán. En la década de 1990 pasó a ser propiedad municipal. En 1999 se planteó derribar el edificio, pero una campaña popular lo evitó, y la finca se incorporó al Plan Especial del Patrimonio Arquitectónico y Arqueológico de Cerdanyola.
En 2003 se aprobó la remodelación del edificio con un presupuesto de 1,6 millones de euros, que contaba con la ayuda del patrocinio de particulares y de entidades como la Generalidad de Cataluña, La Diputación de Barcelona, la Mancomunidad de Municipios del Área Metropolitana de Barcelona, la Fundación Banco de Sabadell, la Obra Social Caixa Sabadell y la Obra Social Caixa Catalunya.
Las obras de restauración se llevaron a cabo entre 2006 y 2009 bajo la dirección del arquitecto Víctor Argentí.

## Exposición permanente
La exposición permanente tiene como eje vertebral el modernismo y la colonia de artistas de Sardañola. Cubre el periodo entre 1880 y 1930, época en que la ciudad era una plaza de veraneo de parte de la burguesía catalana, especialmente de Barcelona. El municipio se convirtió en un núcleo cultural gracias a la visita de artistas como Enrique Granados, Pau Casals, Ismael Smith, Josep de Togores y Carles Buïgas, entre otros.
El fondo del museo lo conforman materiales propiedad del Ayuntamiento de Sardañola y donaciones de entidades y particulares, como la Galería Artur Ramón, Enrique García Herraiz y las familias de Eduard Maria Balcells, Marian Espinal, Josep de Togores, Francesc Juventeny y del fotógrafo Joan Vilatobà.
La colección se divide en cinco secciones:
- Familia Balcells-Buïgas, con especial atención a la obra de Cayetano Buigas, Eduard Maria Balcells y Carles Buïgas.
- Ismael Smith Marí: Un personaje atípico y peculiar con un estilo lleno de saracasmo y ambigüedad.
- Modernismo: Aprovechando el espacio del antiguo comedor, se expone la pareja de vitrales originales de al reforma que llevó a cabo Balcells, en la que destaca el tríptico de las damas de Cerdanyola, declarado Bien Cultural de Interés Nacional.[4]

También consta de obras de Josep Llimona, Lambert Escaler, Marian Burguès, Lluís Bru o Joan Vilatobà, entre otros.
- Josep de Togores: Artista de Sardañola, el museo le dedica un espacio donde se pueden ver obras inscritas en el modernismo, el novecentismo, el surrealismo y la pintura catalana de posguerra.
- Colonia Novecentista: Consta de obras de Josep Viladomat, Manuel Humbert, Marian Espinal, Joan Commeleran, Alberto y Óscar Lena, Valentí Castanys, Josep Coll, Joan Vila Puig o Francesc Juventeny.

### Obras destacadas
- Femme avec raisin (1927) de Josep de Togores.
- Cap de Tití (1927) de Manolo Hugué.
- Sant Jordi (1928) de Josep Llimona.
- Retrat de Manuel de Togores (1918), de Josep de Togores.
- Vitrales modernistas